# Sídhe
Aes sídhe (wym. [eːs ˈʃiːə]; późniejsza forma aos sí, wym. [iːs ˈʃiː]) w mitologii irlandzkiej są rasą istot nadprzyrodzonych, dość mocno odmiennych od ludzi. 

## Rodzaje
Istnieją różne typy sídhe, w tym między innymi: 
- sluagh sídhe shyde – umiejące latać i dowolnie zmieniać kształt elfy z orszaku Dzikiego Łowu;
- sídhe chodzący po ziemi w porze zmierzchu;
- sídhe strzegący lasów i jezior Irlandii i Szkocji.
- banshee[2]

## Mitologia
Są pozostałością po Tuatha Dé Danann. Zgodnie z Księgą Inwazji (irl. Lebor Gabála Érenn), Tuatha Dé Danann (Lud Bogini Danu) zostali pokonani przez śmiertelników, Synów Mila. W ramach traktatu kapitulacyjnego Tuatha de zgodzili się zamieszkać pod ziemią – pod irlandzkimi pagórkami lub kurhanami, zwanymi po irlandzku síde (w liczbie pojedynczej síd). Potem zarówno pagórki jak i lud je zamieszkujący stał się znany jako síd, a w nowoirlandzkim – sídhe.

## Kultura
Rasa wykorzystywana jest w literaturze fantastycznej. Pojawia się na przykład w cyklu Kroniki Mac O’Connora autorstwa Karen Marie Moning oraz w The Call Peadara Ó Guilína.